# Rite français
Vous lisez un « bon article » labellisé en 2014.
Le Rite français, ou  Rite français moderne, ou encore  Rite moderne est un rite maçonnique constitué et codifié par le Grand Orient de France en 1783-1786 sous le nom de « Rit en 7 grades suivant le Régime du Grand Orient de France ». Consubstantiel à la naissance du Grand Orient de France, il est son rite de fondation créé en vue d'unifier les pratiques de ses loges. Descendant en droite ligne des usages premiers de la franc-maçonnerie spéculative ; il contient et véhicule les plus anciennes traditions rituelles et initiatiques de la franc-maçonnerie nées en Écosse, puis en Angleterre. La codification du XVIIIe siècle le structure en deux composantes graduelles, une symbolique en trois grades et une philosophique qui prend le nom au XXe siècle d'« Ordres de Sagesse », en quatre ordres. Un cinquième ordre, administratif et conservatoire, clôture cette codification.
Publié en 1801 sous le titre de Régulateur du Maçon, il est depuis cette date son rite officiel et reste intimement lié à la naissance de la franc-maçonnerie continentale notamment en France.  Au cours de l'histoire, il évolue vers des versions qui accompagnent souvent les évolutions que connait la société française. Sa diffusion en Europe et dans le monde s'accompagne parfois d'un retour aux pratiques originelles réactivées en France à compter de la seconde moitié du XXe siècle. Le Rite français est au XXIe siècle pratiqué sous différentes formes par plusieurs obédiences maçonniques françaises, européennes et latino-américaines.

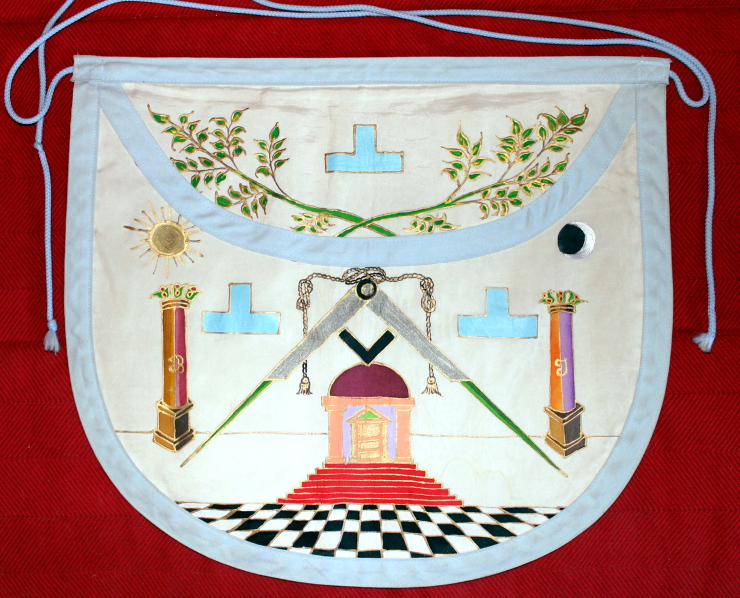
Tablier de vénérable au Rite français moderne (régulateur 1801).

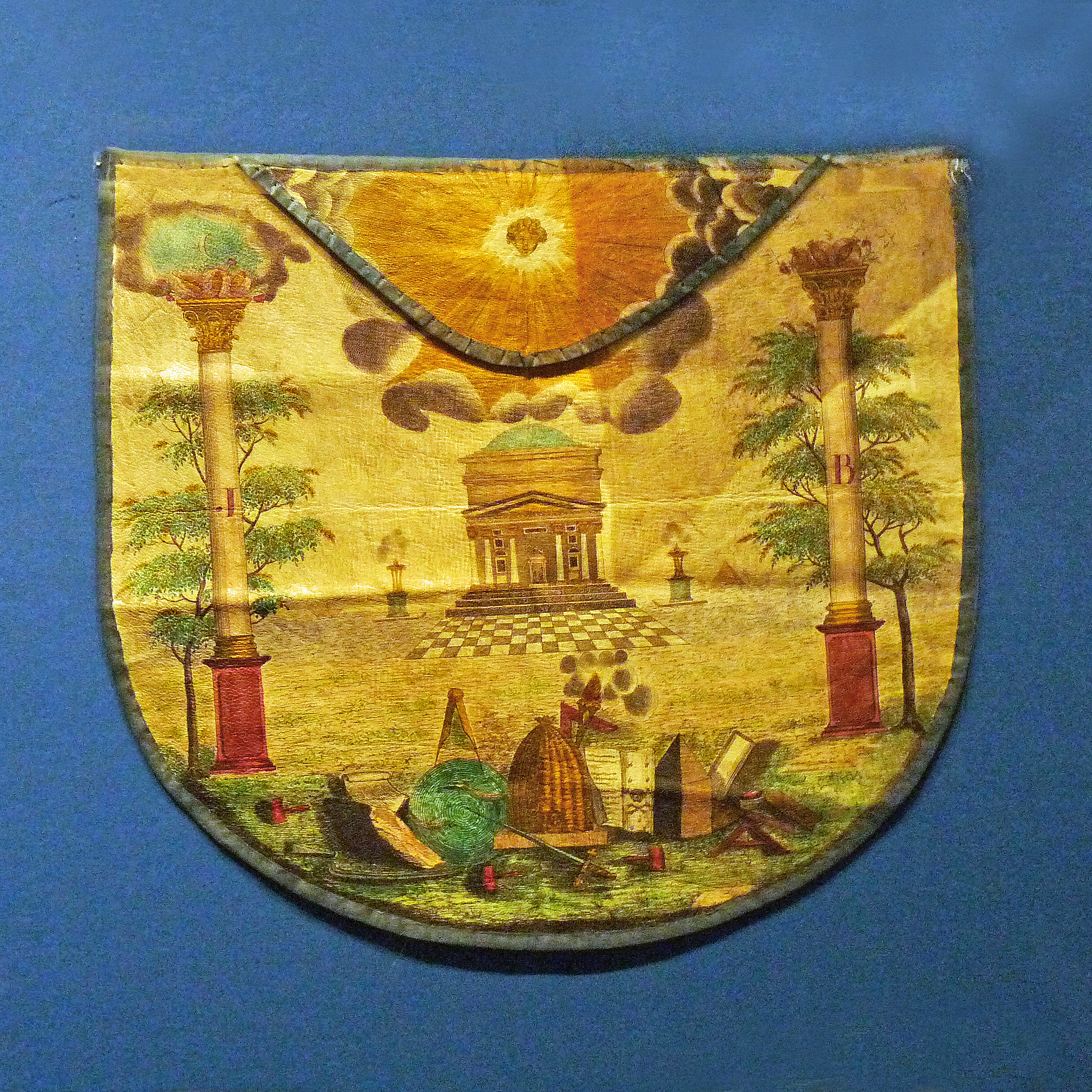
Tablier de maître du XIXe siècle.

## Histoire
Au tout début du XVIIIe siècle, les francs-maçons britanniques présents en France y importent le « rite des Moderns » qui est ensuite traduit en français. Le contexte et les raisons qui conduisent quelques décennies plus tard à proposer une version officielle de ce rite,  sont liées à la création du Grand Orient de France en 1773. Celui-ci se saisit de l'importante question des rituels et il faut une douzaine d'années pour « fixer » les grades symboliques, selon la triple nécessité de conserver sa tradition, de clarifier et de moderniser ses règles administratives, et d'unifier ses usages.

### Codification

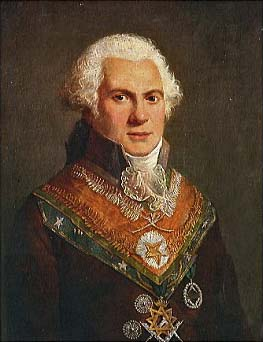
Alexandre Louis Roëttiers de Montaleau.

Afin de donner à la franc-maçonnerie une dimension nationale, le Grand Orient de France (GODF) organise l'uniformisation des rites « modernes » en France. En 1783, la chambre des grades, créée en janvier 1782 sous l'impulsion notamment d'Alexandre Roëttiers de Montaleau, reprend en intégralité ce chantier débuté dix ans plus tôt. Après un examen méthodique et des débats d'une grande richesse, elle fixe le modèle pour les trois premiers grades (loge bleue) qui sont définitivement validés lors de la 149e assemblée plénière du Grand Orient, les 15 et 19 juillet et le 12 août 1785. Les textes adoptés restent fidèles aux plus anciens textes maçonniques connus et aux rituels en français des années 1740-1750. Le travail de la chambre des grades s'étant concentré sur leur mise en forme, l'introduction du rituel présente ainsi cette codification : « Le Grand Orient de France s'est enfin occupé de la rédaction d'un protocole d'initiation [...] Il a cru devoir ramener la Maçonnerie à ses usages anciens, que quelques novateurs ont essayé d’altérer, et rétablir ces premières et importantes initiations dans leur antique et respectable pureté. ».
La chambre des grades crée également le « Grand Chapitre général de France » en février 1784 qui agrège et codifie-les « Ordres de Sagesse », selon les mêmes principes. L’intégration du Grand Chapitre général et des Ordres de Sagesse au sein du Grand Orient est actée le 17 février 1786, constituant ainsi un système cohérent en trois grades « bleus » : « apprenti », « compagnon » et « maître ». Les deux premiers sont fondés sur l'approche symbolique, le grade de maître constituant la charnière avec des grades philosophiques organisés en ordre.
En 1801, un imprimeur diffuse le rite sous les titres Le Régulateur du Maçon et Le Régulateur des Chevaliers Maçons, fac-similés des cahiers officiels du G.O.D.F, qui étaient uniquement délivrés aux loges de l'obédience qui en faisaient la demande par écrit, contre rémunération. Le Régulateur du Maçon est considéré depuis cette date comme le rite officiel du Grand Orient de France. Consubstantiel à celui-ci, il va accompagner son évolution, marquée par l'histoire politique, sociale et religieuse du pays. C'est à cette époque qu'il prend le nom de « Rite français », la nécessité venant de le différencier par un vocabulaire spécifique d'autres rites, notamment avec l'arrivée en 1804 du Rite écossais ancien et accepté.

### Évolution idéologique
Au sortir de la Révolution française, le Régulateur du Maçon mis au point par le Grand Orient de France sert de base et de référence aux loges du Premier Empire. Cette première moitié du XIXe siècle voit Nicolas Charles des Étangs, « héros de la Bastille », introduire des variations aux influences déistes et parfois orientalisantes. Ces rituels diffusés en 1825 et réédités jusqu'en 1848 ont influencé beaucoup de loges. Même s'ils conservent la structure traditionnelle du Rite français, ils rajoutent un caractère déiste qui aspire à atteindre une religion universelle, où le comportement éthique et la réflexion priment sur la croyance. Il en est de même des rituels et des ouvrages de Jean-Marie Ragon qui se place dans la recherche d'une religion naturelle, universelle et morale. La formule Liberté, Égalité, Fraternité commence alors à être utilisée dans les travaux des loges.

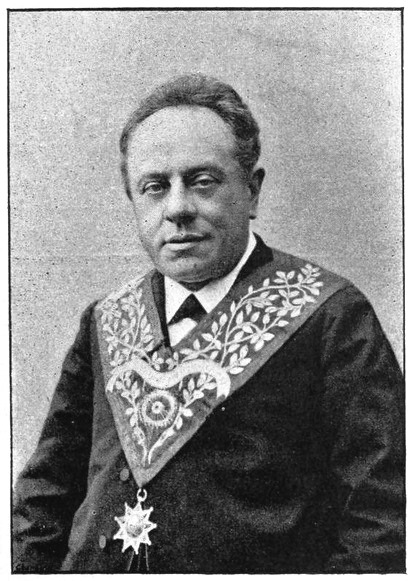
Louis Amiable.

En 1858 s'impose le Rite français dit « Murat », qui revient aux fondements des Constitutions d'Anderson, sans pour autant transformer durablement le rite, car le texte est peu différent de celui du Régulateur du Maçon. Cette réforme du rite vise surtout, en pleine période « autoritaire » du Second Empire, à instaurer un encadrement idéologique strict, pour essayer de contrôler une institution dont le pouvoir impérial se méfie, mais qu'il croit pouvoir surveiller et utiliser comme relais d'influence,.
Avec la « Querelle du Grand Architecte de l'Univers » et la rupture de 1877, le Grand Orient de France prend le tournant de la « liberté absolue de conscience ». Celle-ci sera concrétisée en 1879, lorsque sont évincées du Rite français les formules à connotations religieuses, dont principalement les devoirs envers Dieu. La référence au Grand Architecte de l'Univers reste tolérée dans les travaux des loges qui le souhaitent, mais disparaît des rituels de référence. La commission dirigée par Louis Amiable, avocat et conseiller de l'ordre, établit définitivement en 1886 la forme adogmatique du rite, en lui donnant une teinte positiviste. Cette commission, au motif que le symbolisme doit être « sobre, clair et absolument neutre », tourne le dos à certains traits importants du Rite français. Tout en conférant un contenu moral et laïque nouveau, elle s'appuie sur la résolution de 1877 et accompagne ce mouvement en supprimant du rite tout ce qui relève de la corporalité ou de la manifestation émotionnelle, au profit d'une doctrine rationaliste. Après cette date, il prend le nom de Rite français dit « Amiable »,.

### Réforme

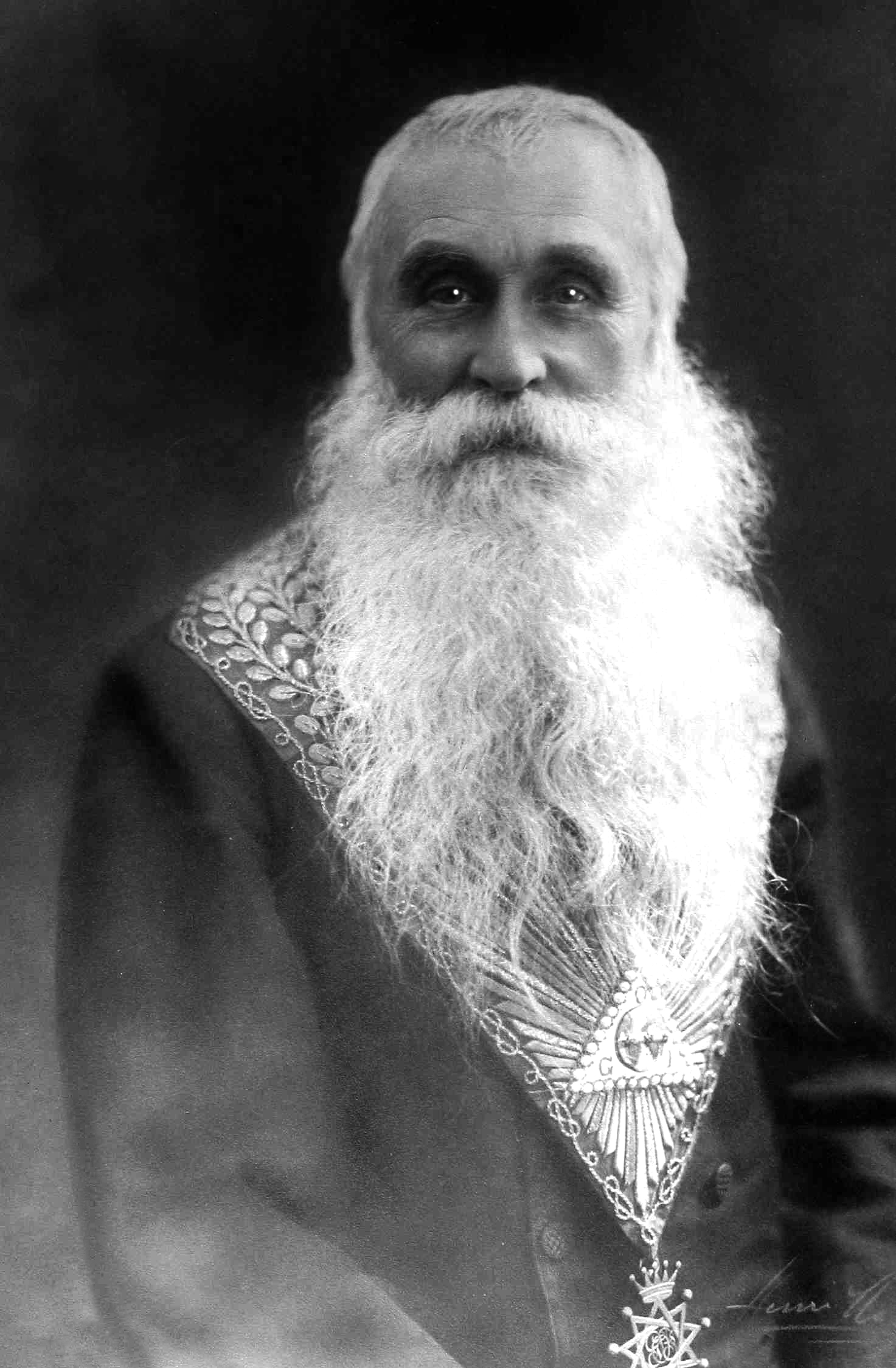
Arthur Groussier.

Le Rite français connaît quelques rectifications en 1907 et en 1922. En 1907, sous l'influence du Dr Antoine Blatin, le rituel voit une accentuation de sa teinte positiviste. Dans le même temps, les élections et l'installation du collège des officiers, les consécrations de temples et les créations de loges, les cérémonies d'adoption ou de reconnaissance, les tenues blanches ou encore les pompes funèbres se voient dotées sur son initiative de leurs rituels respectifs. En 1922, une nouvelle version du Rite français, réalisée sous la présidence du frère (et Général) Gérard prolonge et aggrave cette tendance. Cette version voit quasiment disparaître toute évocation du symbolisme maçonnique classique. La volonté de faire un cérémonial rationaliste transparaît fortement, les dernières formules traditionnelles et les reliquats de théâtralité disparaissent du rite,. La version « Amiable » se vide ainsi de sa substance maçonnique, aboutissant à des tenues sans décors et quasiment sans rituel. Le Rite français reste ensuite inchangé jusqu'en 1938.
À l'instigation du grand maître du Grand Orient de France, Arthur Groussier, une nouvelle réforme du rite voit le jour. Groussier est le maître d’œuvre d'un changement de cap : il s'agit d'une volonté de régénération du Rite français, après une quantité de rajouts et de suppressions qui l'avaient rendu à peu près illisible, au mouvement de simplification engagé depuis les années 1880, succède une attention renouvelée à l'égard des sources maçonniques anciennes. 
En 1925 le conseil de l'ordre décide une refonte des rituels. Le frère Armand Bédarride présente en septembre 1931, un rapport qui débute par un constat sévère : « les rituels sont défectueux et insuffisamment initiatiques » et propose : « un retour aux pures traditions dans un langage de notre temps ». Ses rapports de 1932 et 1933 sur les grades de compagnon et de maître invitent également à restituer au Rite français son caractère symbolique et initiatique. Arthur Groussier suit de près ces réflexions et prend en compte la majorité des remarques exprimées. Sous sa présidence, au terme d'une gestation qui a duré sept années, le conseil de l'ordre adopte en avril 1938 les nouveaux rituels des trois premiers grades du Rite français. Cette réforme marque un retour du symbolisme dans le rituel de référence du Grand Orient de France.
À cause de la guerre, en 1939, peu de loges ont le temps de s'habituer à cet outil qui, après le Régulateur du Maçon, constitue la seconde étape décisive de l'histoire du Rite français. Après une réédition en 1946, la version définitive du Rite français dit « Groussier » est achevée avec plusieurs retouches en 1955, sous l'autorité de Paul Chevallier. Cette version est toujours largement diffusée dans les loges du Grand Orient de France et elle est connue sous le nom de « Rite français - Groussier ».

## Ordres de Sagesse
Les Ordres de Sagesse est le nom contemporain donné aux hauts grades maçonniques du Rite français. Ils se nomment à l'origine simplement « ordres supérieurs » et sont publiés en 1801 dans un recueil intitulé : Le Régulateur des Chevaliers maçons ou les Quatre ordres supérieurs, suivant le régime du Grand Orient. Codifiés par la chambre des grades et le Grand Chapitre général de France entre 1783 et 1785 sous l'impulsion d'Alexandre Roëttiers de Montaleau, ils sont intégrés au Grand Orient de France le 17 février 1786.

### Transformation

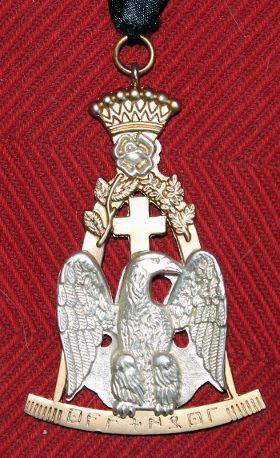
Avers d'un bijou du 4e Ordre du Rite français moderne (Régulateur 1801).

Ces hauts grades se placent dans la continuité du grade de « maître » et sont pratiqués par tous les chapitres du Grand Orient. Cependant, le Rite écossais ancien et accepté (REAA) et sa graduation maçonnique en 33 degrés, introduit des Amériques au début du XIXe siècle (1804), est intégré sous la houlette de Jean-Jacques-Régis de Cambacérès qui prend la direction des affaires du Grand Orient de France. Cette graduation va progressivement supplanter le Rite français dans ce domaine, au point d'entraîner la mise en sommeil en 1862 des Ordres dit de Sagesse sous leur forme originelle.
Cette transformation se fait sans heurt et sans révolte, les grades écossais ayant intégré dans leur régime les quatre ordres du Rite français. Le Ve Ordre du Rite français n'avait quant à lui jamais véritablement trouvé son rôle, d'autant que l'attirance des 32e et 33e du Rite écossais, « grades blancs » perçus comme « ultimes », était devenue particulièrement forte lorsqu'ils furent conférés, à partir de 1805, à des dignitaires impériaux. Les chapitres du Rite français avaient alors sollicité le cumul des rites afin de pouvoir utiliser également les hauts grades du R.E.A.A. Dès lors les chapitres ne pratiquèrent plus les trois premiers ordres correspondant aux 9e, 14e et 15e de l’échelle du R.E.A.A. Ils débutaient le parcours au IVe ordre, correspondant au 18e degré du R.E.A.A et le poursuivaient avec les 30e (Chevalier Kadosh , 32e et 33e comme grades ultimes de ce « nouveau » régime, qui restait malgré tout en sept degrés,.
En 1858 le « Rituel Murat » prend acte de cette situation installée depuis vingt ou trente ans, en plaçant dans les rituels et à la suite des trois premiers grades les « nouveaux » hauts grades,, finalisant la transformation des Ordres de Sagesse du Rite français, sans présenter la chose comme un changement de rite, mais comme l'accession à un complément.

### Renouveau

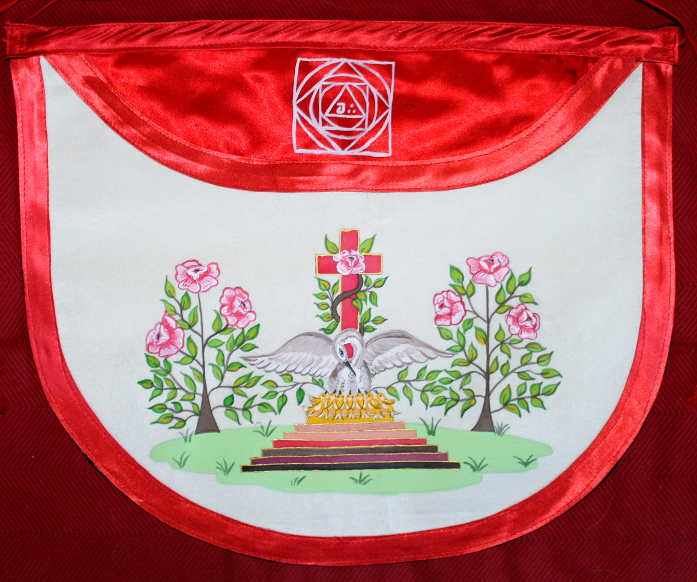
Tablier du 4e ordre du Rite français moderne.

Dans les années 1960-1970, plusieurs maçons — dont René Guilly — en quête de la lettre originelle du rite, opèrent une nouvelle tentative afin de réanimer le caractère initiatique et symbolique de celui-ci, guidés par la volonté de pratiquer ses rituels sans aucun « ajout » ultérieur, sans modifications ni influences externes. Les ordres du Rite français moderne originel, qui ne sont plus pratiqués dans leur entièreté en France depuis 1862, sont réactivés pour la première fois le 30 novembre 1963. René Guilly et douze autres maçons créèrent le chapitre « Jean-Théophile Desaguliers » à Neuilly sur Seine.
En 1970, Roger d'Almeras, qui succède à René Guilly à la tête du chapitre « Jean-Théophile Desaguliers », constitue le chapitre inter-obédientiel « La Chaine d'Union », qui installe en 1977 à Lille, dans la perspective de transmettre les quatre ordres du Rite français, le « Grand Chapitre magistral du Grand Globe français ». En 1979 ce dernier, sous l'impulsion de plusieurs maçons revêtus des quatre ordres du Rite français (dont Jean Abeille, Albert Rouyat,Raymond Bouscarle, René Calaman et René Bianco, constitue-le « Grand Chapitre de Provence », qui installe le 22 octobre 1986 à Cabriès en Provence le chapitre « Lou Calen ». Dans la perspective d'une réintégration au GODF, le chapitre « Lou Calen » et les dix chapitres qui suivent sa création signent une demande d'intégration au « Grand Collège des Rites », s'engageant à ne regrouper à l'avenir que des loges du G.O.D.F, et participent le 25 mars 1995 à Lyon à la fondation du « Grand Chapitre général de Rite français », au sein du « Grand Collège des Rites du Grand Orient de France », débutant ainsi le renouveau du Rite français en trois grades et quatre ordres dans le G.O.D.F.
La refondation d'une juridiction indépendante par le G.O.D.F est actée le 17 mai 1999 et le 3 septembre 1999 l'assemblée plénière du G.O.D.F donne délégation au Grand Chapitre général pour administrer et gérer de manière autonome les chapitres du Rite français, il prend le nom de « Grand Chapitre général du G.O.D.F - Rite français ». Alors qu'elle n'avait pas  cours aux XVIIIe et XIXe siècles, celui-ci ne faisant pas partie du « phylum » de la transmission du Rite français à l'origine, la pratique d'un cinquième ordre est officiellement constituée le 24 septembre 1999,.
D'autres chapitres souhaitant rester indépendants de toute obédience réactivent le 15 janvier 1994 à Cagnes-sur-Mer le « Grand Chapitre général de France » selon l'appellation datant de 1784. Tandis que les recherches d'autres maçons, notamment Roger Girard et Edmond Mazet, appartenant à la Grande Loge nationale française, les conduisent au Brésil où le 17 août 1989 le « Suprême Conseil du Rite moderne pour le Brésil » leur a accordé une patente, afin d'établir le « Grand Chapitre Français » (GCF).

## Système du rite
Le système du Rite français est un régime qui se structure en trois grades et quatre ordres :
- en « loge bleue » :
  - 1er grade : apprenti,
  - 2e grade : compagnon,
  - 3e grade : maître ;
- en « chapitre » :
  - Ier ordre : Élu secret,
  - IIe ordre : Grand élu écossais,
  - IIIe ordre : Chevalier d'Orient,
  - IVe ordre : Chevalier de l'Aigle, Parfait Maçon libre sous le nom de Rose-Croix[N 17].

Il existe un Ve ordre, prévu dès l'origine du rite. Non compris dans l’échelle des sept grades du rite français, le caractère non-graduel, administratif et conservatoire de cet ordre est précisé dans les premiers statuts et règlements généraux du Grand Chapitre général (1784). Cet ordre propose, dès l'origine, l'étude de tous les grades physiques et métaphysiques de tous les rituels maçonniques en vigueur. Cet ensemble représente la totalité de la tradition maçonnique française de 1784, soit au total 81 grades.

## Fondamentaux du rite

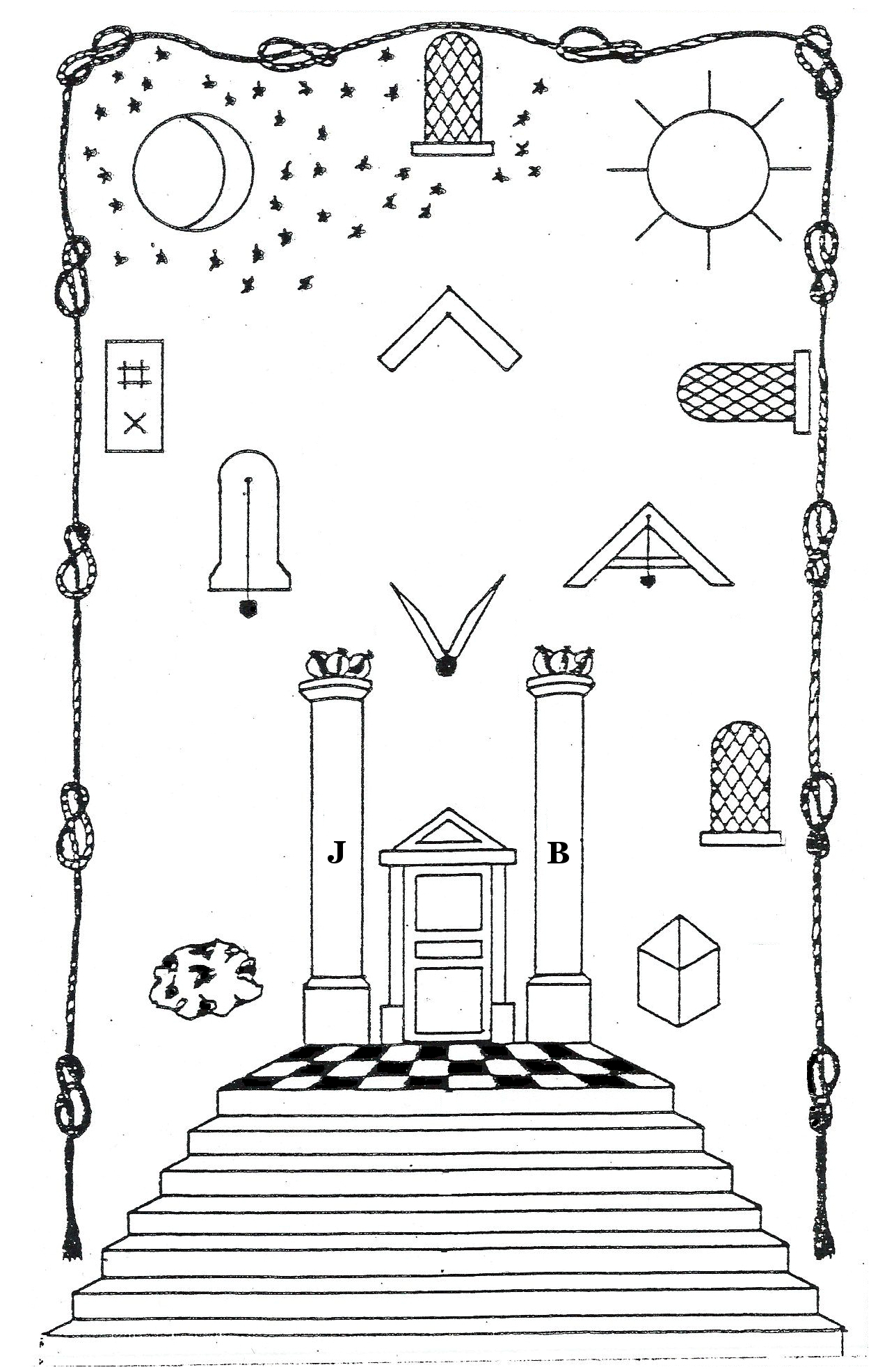
Tableau d'apprenti selon le Régulateur de 1801

Héritier des plus vieilles traditions des « Rites modernes », le Rite français, malgré les réformes successives qui l'ont parfois éloigné puis parfois restitué dans sa tradition, a gardé encore au XXIe siècle et dans ses différentes variantes les caractéristiques fondamentales qui le rattachent aux plus vieilles traditions de la maçonnerie spéculative. Le tableau ou le tapis de loge, la disposition des chandeliers autour de celui-ci, la position des colonnes « J » et « B » et celles des surveillants, les batteries en « deux coups brefs et un plus long », le port de l'épée, l'entame du pied droit, toutes choses que la Grande Loge des anciens changea par la suite. Le plus emblématique de ces fondamentaux reste encore aujourd'hui le tableau (ou tapis) de loge.
Le tableau ou tapis de loge est le symbole et « l'outil » le plus caractéristique du rite des modernes et du Rite français. Son usage est attesté dans les plus vieux procès-verbaux des loges maçonniques d'Angleterre entre 1738 et 1787 ou encore dans le texte des « trois coups distincts » (« Three Distinct Knocks ») de 1760 où l'on peut lire : « le plan est dessiné sur le plancher de l'est à l'ouest, le Maître se tient à l'est avec l'équerre au col [...] ce tableau est généralement fait de craie et de charbon... ». Si l'usage le plus ancien consiste à dessiner le tableau de loge et à l'effacer ensuite, la pratique en est arrivée rapidement à faire des « tableaux permanents ». On trouve en Angleterre en 1736, la plus ancienne mention d'une toile peinte représentant « les diverses formes d'une loge de maçon ».
Il sert de modèle et de source qui se décline sur toutes sortes de supports. Fonctionnant comme un « aide-mémoire », il permet également d'effectuer un travail didactique, notamment avec les nouveaux arrivants, et engage plus particulièrement dans la tradition française à un travail de réflexion intellectuelle qui prend diverses formes selon les lieux et les époques, et que l'on qualifie souvent de « symbolisme ». Chaque grade est doté de son tableau de loge qui résume, au travers des symboles tracés ou peints, l'essentiel de l'enseignement contenu dans celui-ci.
La composition visuelle décrite dans le Régulateur du maçon présente pour le 1er grade (apprenti) par exemple : une perspective orientée partant d'un seuil délimité par les deux colonnes, « J » au nord et « B » au sud, précédées de marches et passant par un « pavé mosaïque » amenant le regard vers le fronton du Temple. Dans cet espace ainsi délimité sont disposés, avec une rigoureuse logique spatiale, des pierres, des outils, un niveau et une perpendiculaire au nord et au sud, une équerre et un compas à l'est et à l'ouest, trois fenêtres, une planche à tracer, le tout inclus dans une composition avec le soleil et la lune, qui est parfois représentée au milieu d'étoiles. Cette composition rectangulaire est parfois bordée d'une « houppe dentelée »,.

## Formes du rite
Au gré de son histoire et de ses évolutions, le Rite français se présente au XXIe siècle sous différentes formes.

### Rite français moderne

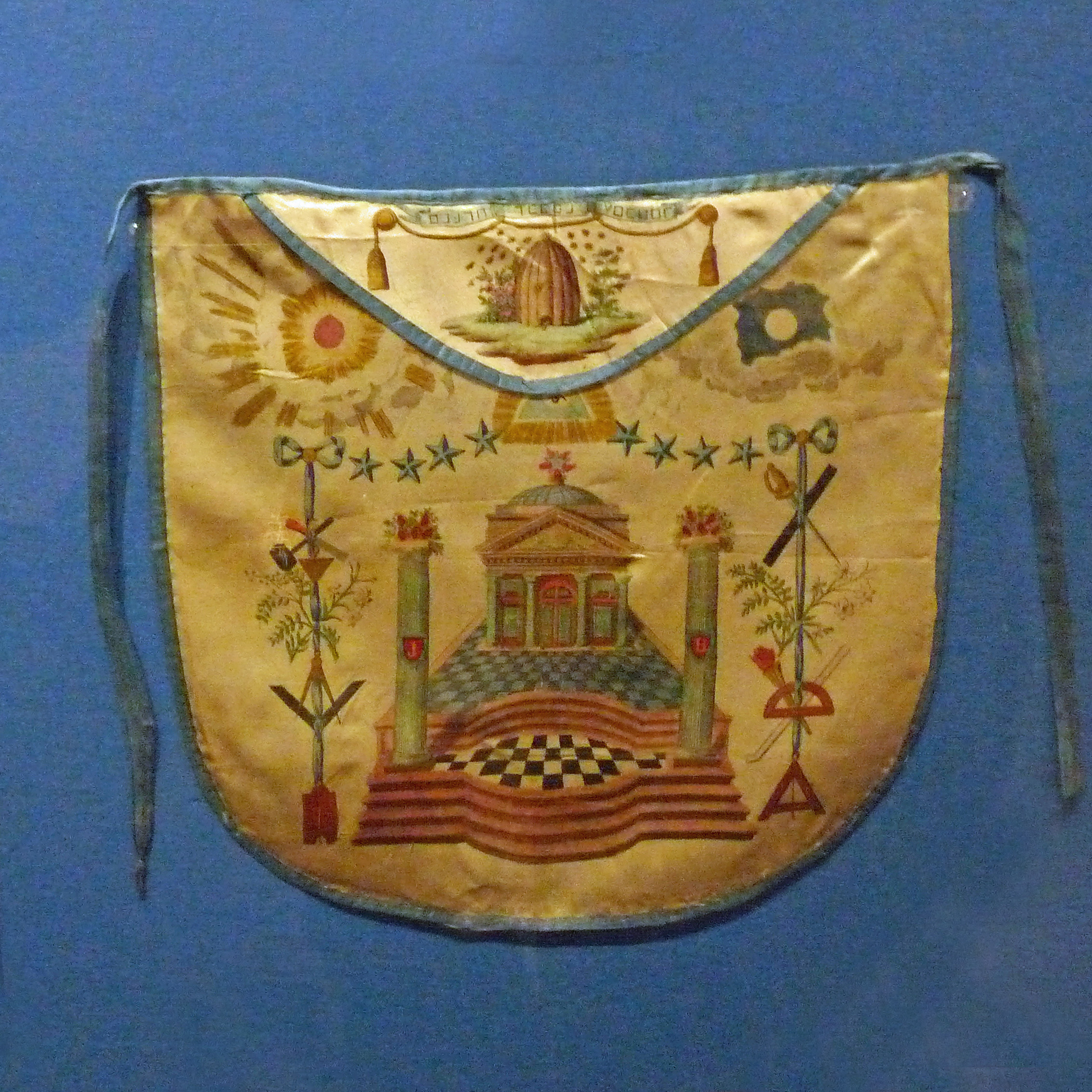
Tablier de maître brodé du XIXe siècle.

Le « Rite français moderne » est en fait le plus fidèle à celui de la Grande Loge de Londres, rite fondateur de la franc-maçonnerie spéculative. Il en perpétue notamment les aspects fondamentaux. Ce rite en sept grades a été constitué et mis au point par la chambre des grades du Grand Orient de France (1783), puis reconnu définitivement en 1785-1786 comme rite de fondation de l'obédience. C'est le rite du Régulateur du Maçon de 1801, version imprimée de la codification établie de 1783 à 1786.
Il est la forme première du rite du GODF jusqu'en 1862, date à laquelle il se transforme officiellement, supplanté par le système de hauts grades du Rite écossais ancien et accepté (REAA) d'une part et par la « réforme Murat » d'autre part. Après plus d'une centaine d'années pendant lesquelles il n'est plus pratiqué sous sa forme originelle, il est réactivé en 1979 au sein du GODF avec la création de la loge « Esclarmonde » à Cabriès en Provence, dans la périphérie d'Aix-en-Provence.
La même année, des francs-maçons de la GLNF, refusant de laisser ce rite historique au seul monopole du GODF, créent les premières loges travaillant au Rite français moderne dans leur obédience : « Les Anciens Devoirs » et « St.-Jean Chrisostome » à Neuilly.

### Rite français (Groussier)
Le « Rite français dit Groussier » est souvent considéré comme le rite maçonnique le plus « laïque ». Il est le rite de référence et administratif de toutes les loges du Grand Orient de France. Celles pratiquant un autre rite, ou une version spécifique du Rite français, bénéficient d'une double patente.

### Rite français traditionnel
Le « Rite français traditionnel » qui porte à l'origine le nom de  « Rite français moderne rétabli »  est une variante de la famille des rites français. Ce « nouveau » rituel traditionnel, mis en usage dans les années 1960, s'inspire en particulier :
- du Régulateur du Maçon de 1801 ;
- des travaux de René Guilly et de la loge « Du Devoir et de la Raison », du GODF.

Il cherche à dégager le Rite français originel, dit des « Modernes », des modifications qu'il a connu au cours des XIXe et XXe siècles, en particulier au sein du Grand Orient de France. Son caractère composite fait qu'il en existe de nombreuses versions suivant les obédiences, voire les loges.

### Rite français de tradition
Le « Rite français de tradition » (parfois désigné comme « Rite franco-belge ») est une variante de la famille des rites français.
Héritier des rituels « français » publiés par le GODF en 1786, il est passé à Louvain dans les Flandres sous l'Empire (loge « La Constance », composée alors en majorité d'officiers français et de Belges francophones, ce qui lui a valu parfois le surnom de « Rite franco-belge ». Par la suite, ce rite est revenu de Belgique en France, transmis par la loge régulière « La Constance » (Orient de Louvain) à la loge « La Parfaite Union » en Cévennes (Orient du Vigan) qui, à son tour, l'a transmis à plusieurs autres loges françaises. Le rite français de tradition se caractérise notamment par la prééminence de la « Beauté » dans la trilogie « Sagesse, Force, Beauté » et par la sobriété de ses décors.

### Rite français philosophique
Le « Rite français philosophique » est le dernier rite français né au sein du Grand Orient de France. Son élaboration a débuté dans les années 1969-1970 au sein de la loge « Tolérance » à l'Orient de Paris et a duré 33 ans, jusqu'à son adoption par le conseil de l'ordre du Grand Orient de France en janvier 2002. Il reprend les symboles véhiculés par la maçonnerie libérale et adogmatique mais les présente sous un autre éclairage, leur donnant un relief différent.

## Diffusion du rite

### Diffusion au sein du GODF
Le Rite français reste le rite majoritaire du Grand Orient de France. Ce sont environ 900 loges qui le pratiquent sous ses diverses formes (pour la plupart le « Rite français (Groussier) »),.

### En France, hors du GODF
En France, le Rite français est pratiqué au sein de nombreuses autres obédiences maçonniques où on le trouve de façon plus ou moins importante sous ses diverses dénominations et rituels.
En 1973, le GODF remet la patente du Rite français à la « Grande Loge féminine de France ». Cette obédience féminine développe ensuite une version du Rite français en plusieurs styles. En 1999, il lui remet la patente des Ordres de Sagesse et en 2001 est créé le « Grand Chapitre général féminin de France ». Cette même année des sœurs et des frères du Droit humain avec l'aide de frères du GODF créent la première obédience mixte travaillant au Rite français, la Grande Loge mixte universelle, et reçoivent officiellement la patente au Rite français.
En 1989 une patente des Ordres de Sagesse du Rite français est accordée à des frères de la « Grande Loge nationale française »  par le « Suprême Conseil du Rite moderne pour le Brésil » leur permettant ainsi l'établissement du « Grand Chapitre Français » (GCF).
En 2001 le GODF remet la patente des Ordres de Sagesse à la « Grande Loge mixte de France », qui constitue en février 2002 le « Grand Chapitre général mixte » de cette obédience.
Le 18 mai 2013 à Boulogne-sur-Mer le « Sublime Conseil féminin du Rite moderne pour la France », créé la même année par des membres dissidents du « Grand Chapitre général féminin de France », reçoit une  patente des Ordres de Sagesse du « Sublime Conseil du Grand Chapitre général mixte de Belgique » (UMURM).
Le 21 mai 2015 le Grand Chapitre général du GODF - Rite français et le Grand Chapitre français — Suprême conseil du Rite moderne pour la France de la GLNF signent un traité d'amitié.

### Hors de France
Hors de France, le Rite français est diffusé essentiellement en Europe de l'Ouest et en Amérique du Sud et de façon minoritaire dans d'autres régions du monde, comme l'Amérique du Nord. Diverses juridictions, qui ne se reconnaissent pas entre elles, délivrent dans le monde des patentes des ordres capitulaires. Les principales sont le GODF, créateur et fondateur du Rite français, le « Suprême conseil du Rite moderne » (Brésil), fondé en 1842 et qui affirme en avoir maintenu la pratique sans interruption, et l'« Union maçonnique universelle du Rite moderne » (UMURM), fondée par ce dernier en 2011.